# Berg der Seligpreisungen

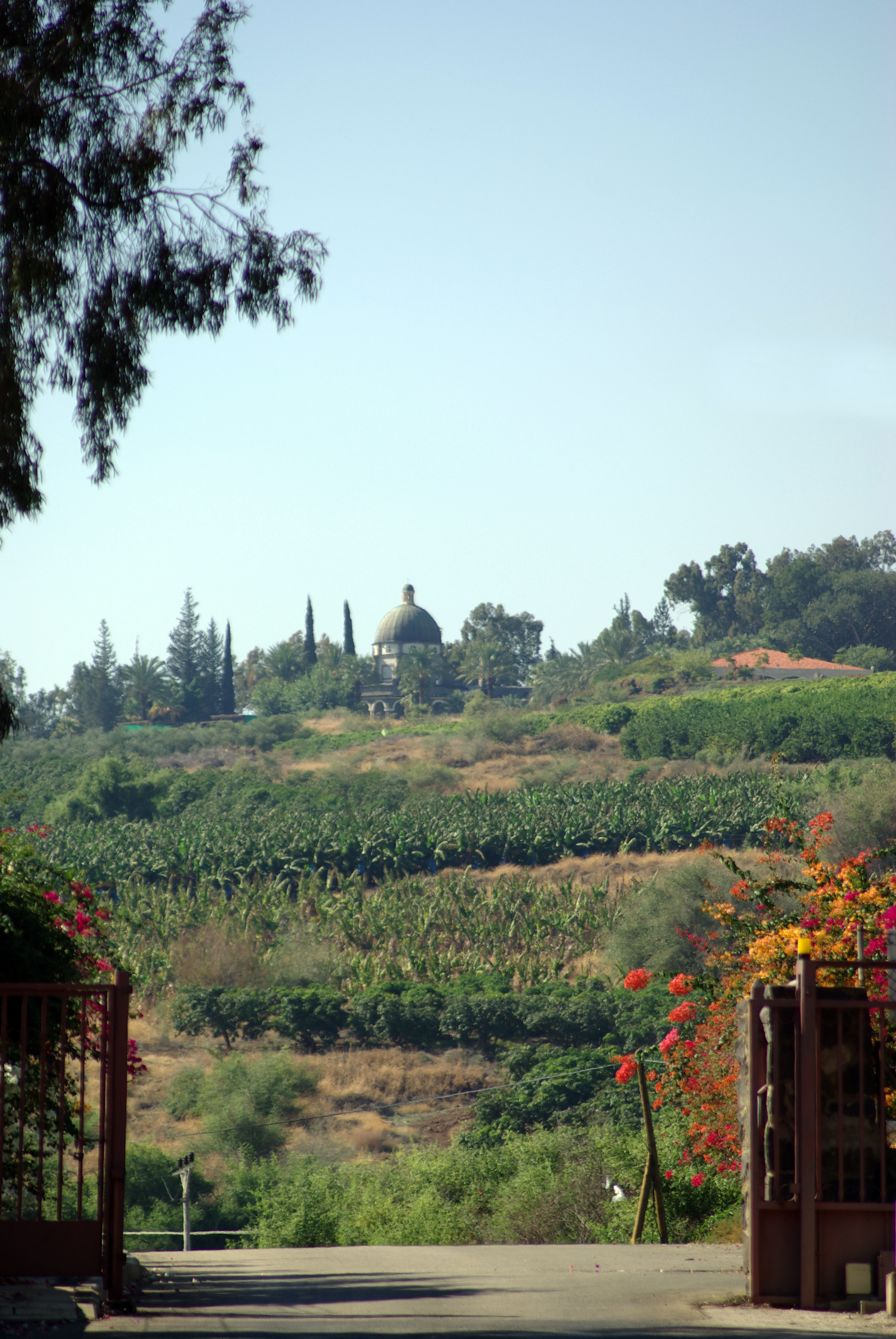
Berg der Seligpreisungen, von Kafarnaum aus gesehen

Der Berg der Seligpreisungen ist eine Erhebung am Nordrand des Sees Genezareth in Nordisrael.
Nach christlicher Überlieferung handelt es sich dabei um den Ort, an dem Jesus von Nazaret die Bergpredigt (Mt 5–7 ) gehalten hat, die mit den Seligpreisungen („Selig sind, ...“) beginnt (Mt 5,3–12 ). Außerdem soll er hier die Apostel unter seinen Jüngern ausgewählt haben (Lk 6,12–16 ).
Frühere Kirchenbauten hatten ihren Standort weiter unten am Berg nahe Tabgha, dem Ort der Brotvermehrung. Heute befinden sich auf der Erhebung ein Kloster und die Kirche der Seligpreisungen. Letztere besitzt einen achteckigen Grundriss. Von Touristen und Pilgern wird diese 1937 nach den Plänen von Antonio Barluzzi gebaute Kirche auch wegen der Aussicht über den See besucht.

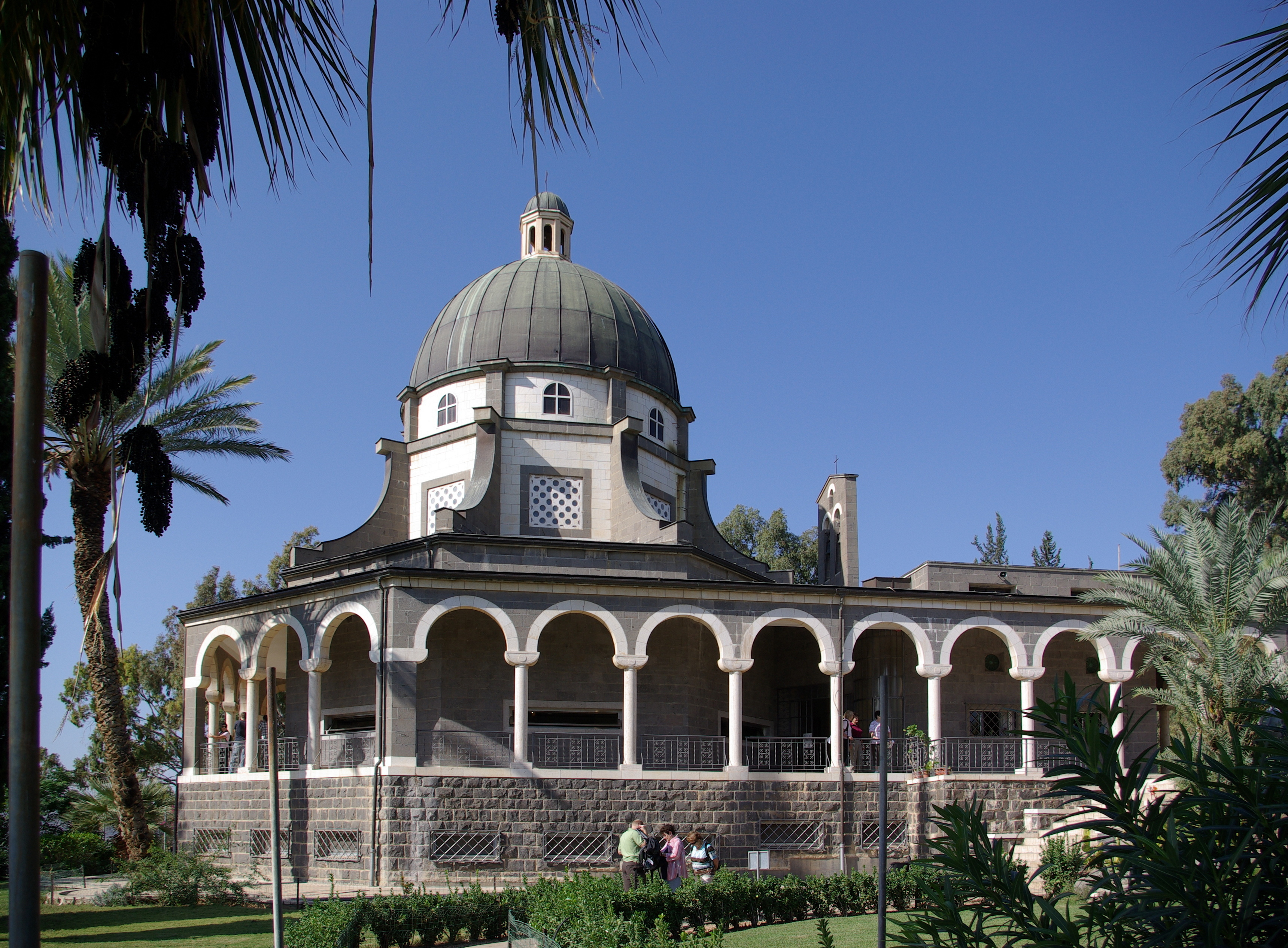
Kirche der Seligpreisungen
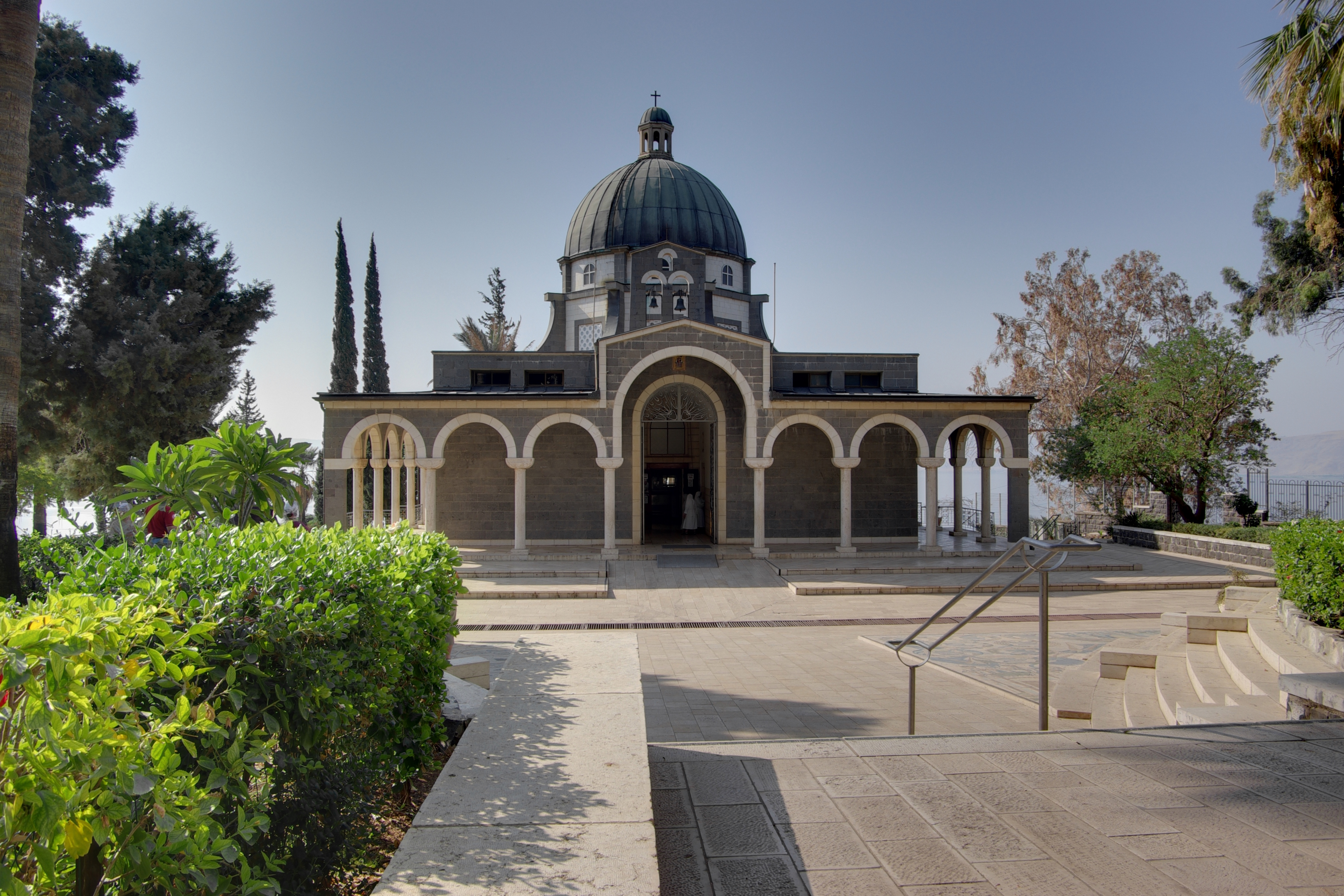
Kirche der Seligpreisungen
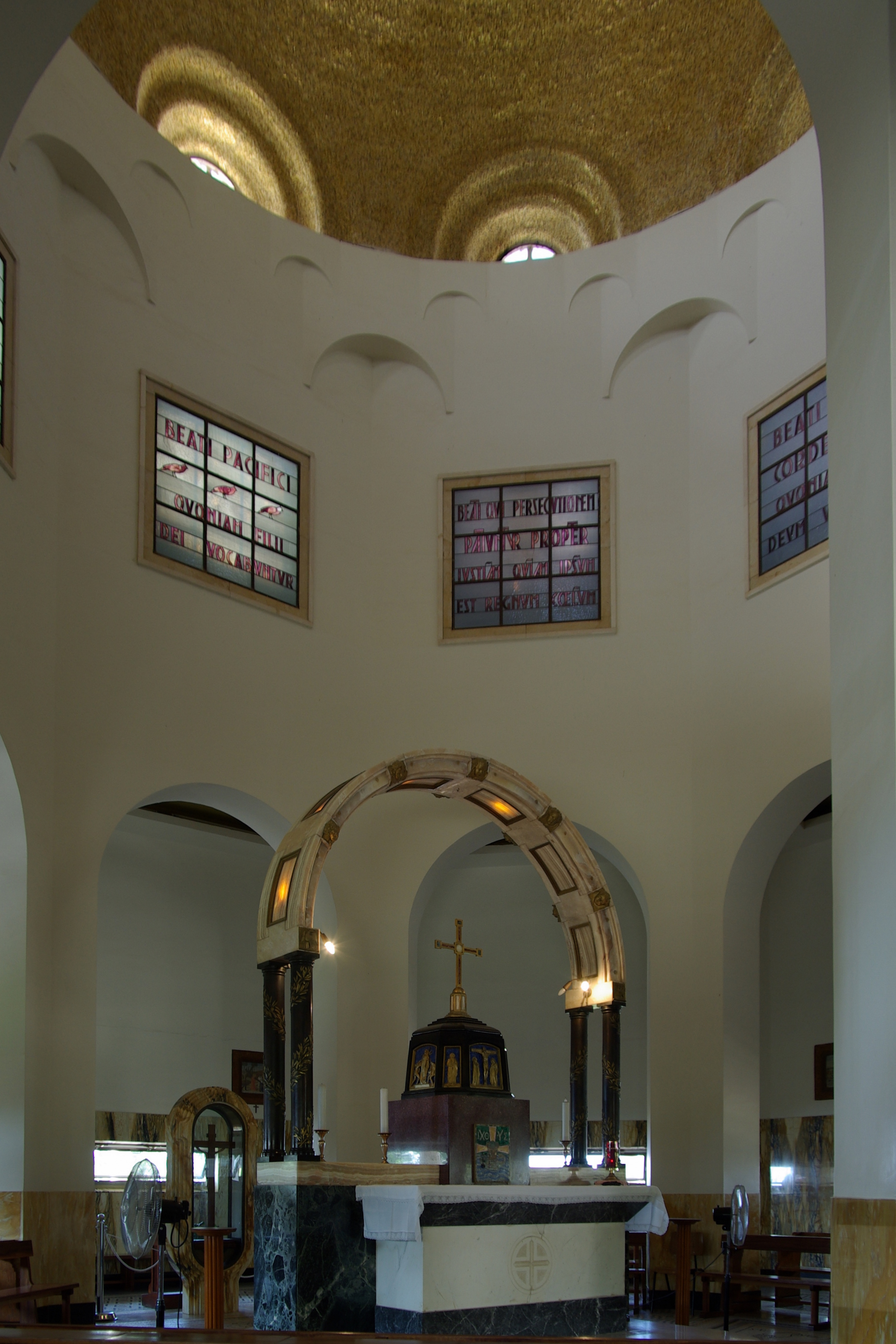
Innenansicht
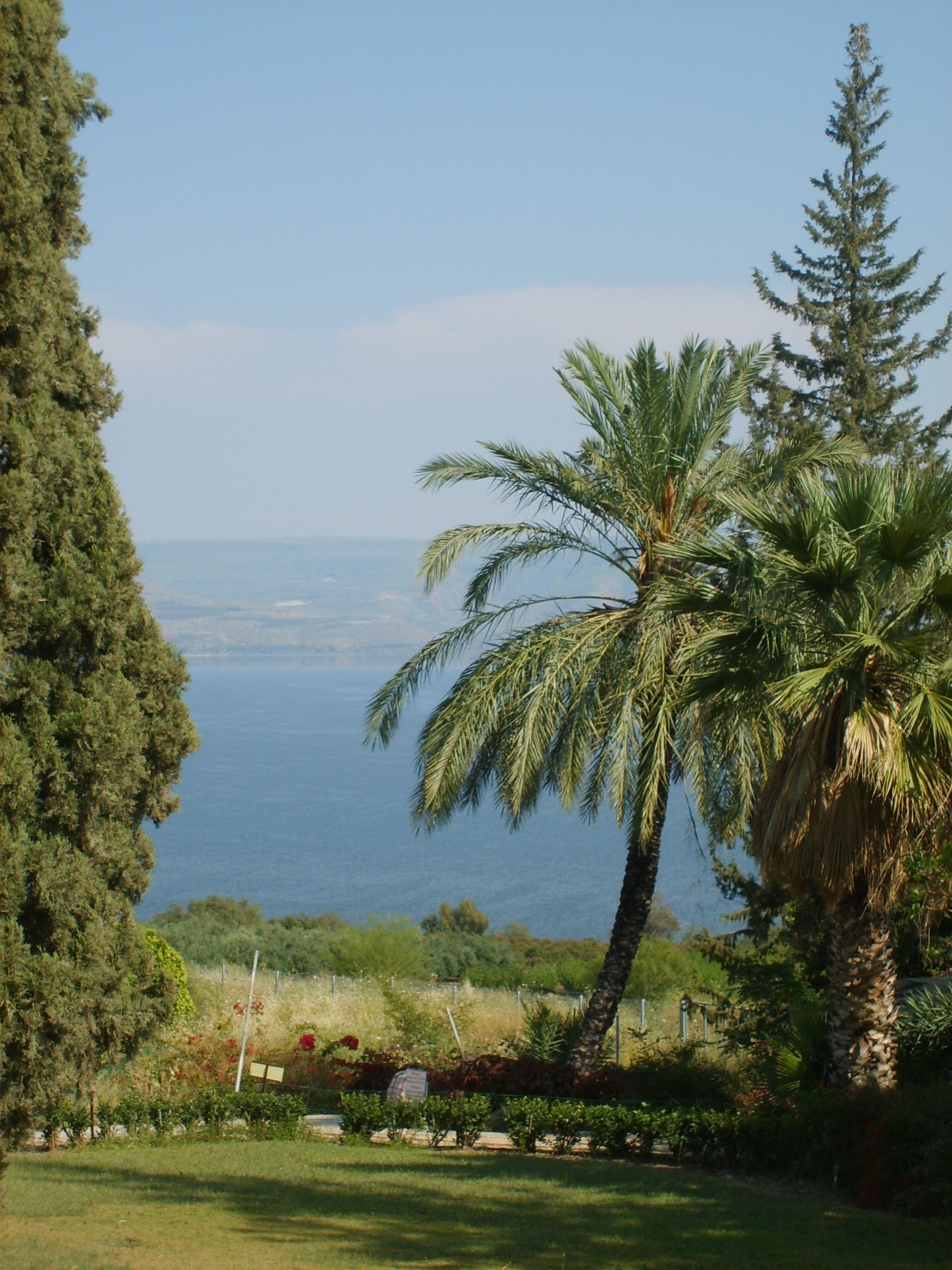
Blick vom Berg der Seligpreisungen auf den See Genezareth
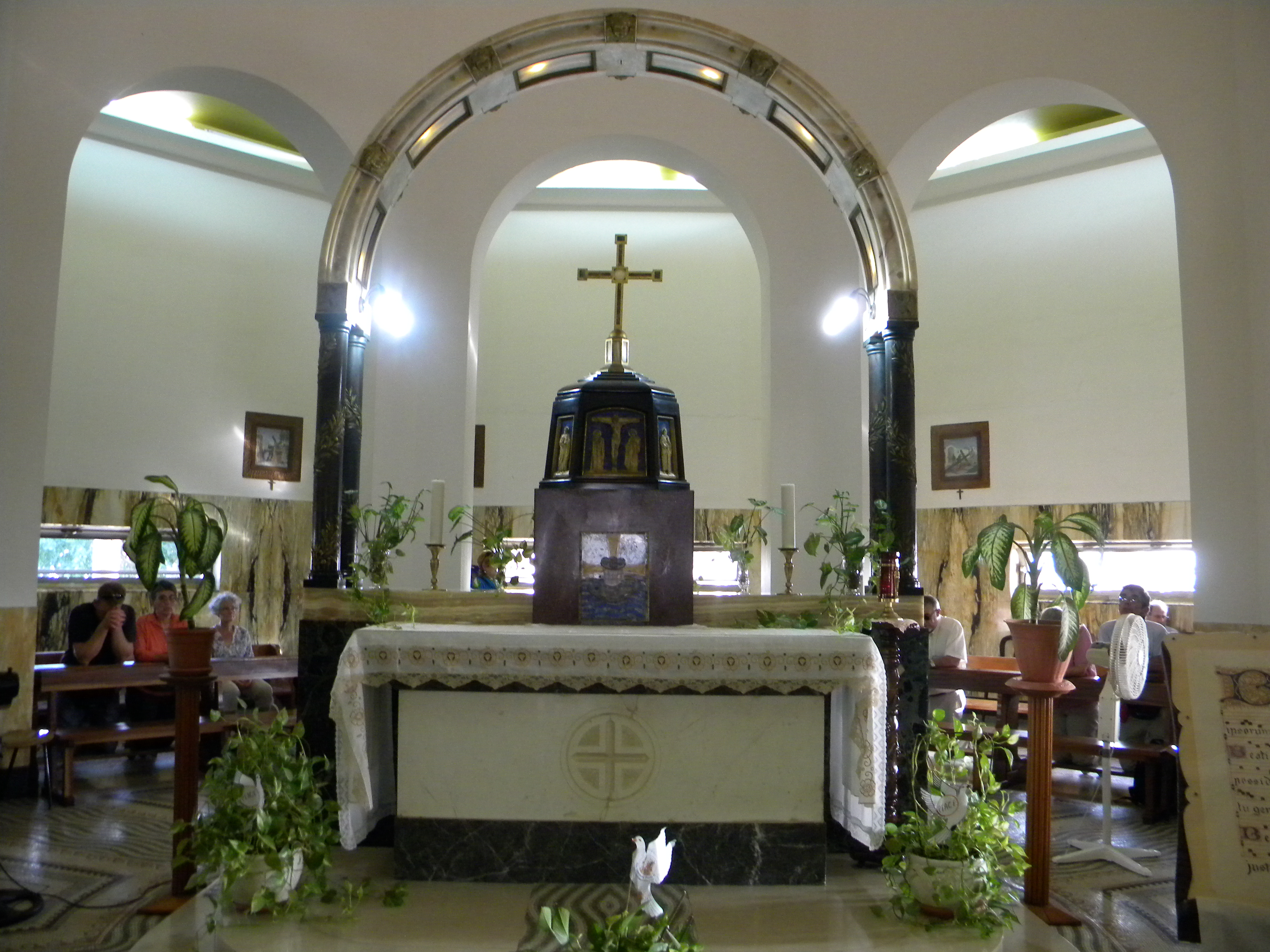